# Wojciech Ruffin
Wojciech Ruffin – Ordinis Sancti Benedicti OSB (data urodzenia nieznana - data śmierci nieznana). Benedyktyn mieszkający na Świętym Krzyżu, żyjący na przełomie XVI i XVII wieku.
Badał historię klasztoru i opisał ją w dziele „Historya o drzewie krzyża świętego na Górę Łysą przyniesionem”, książka ta w wieku XVII miała dwa wydania (1604, 1611).
Wcześniej był altarystą w kolegiacie sandomierskiej .

Sprowadzono go do opactwa świętokrzyskiego w końcu XVI wieku w celu napisania kroniki klasztornej.
W roku 1603 – w szpitalu w Nowej Słupi przebywa mnich świętokrzyski patrz →Wojciech Ruffin, pisząc kronikę klasztorną.
Po wypełnieniu zadania Ruffin wstąpił do konwentu benedyktynów. Edycja dzieła z 1611 r. jest wznowieniem dzieła z 1604 z pewnymi zmianami. Zawiera zapis 10 cudownych zdarzeń.
Wydanie pierwsze dzieła Ruffina z roku 1604  nieco skromniejsze składa się z przemowy, po czym następuje opis historii zaczerpniętej z kronik Kromera, Długosza, Miechowity i Bielskiego. Następnie podaje cuda (miraculum) na osobach panów Kmity 1570, Tomickiego 1585 i innych, cytuje nadto cuda z roku 1599.
Wydanie drugie poprawione i rozszerzone o kolejne miraculum opatrzone jest dedykacją kierowaną do opata Michała Maliszewskiego a datowaną w roku 1603 (dzieło wydano w roku 1611). W dedykacji tej pisze „Była wprawdzie o tym klasztorze historia wydana, ale niektóre rzeczy w niej opisane zdały się zmyślone, a niektóre nie pilnie zebrano” odnosząc się zapewne do wcześniej publikowanych o klasztorze powieści. Dzieło to zostało wydrukowane w tej samej drukarni ale już u dziedziców Jakuba Siebeneychera.

Kontynuatorem jego dzieła 100 lat później był inny benedyktyński mnich Jacek Jabłoński .